# Josep Bellver i Balaguer
Josep Bellver i Balaguer (Lleida 1630 - Viena 5 d'abril de 1732). Aristòcrata català fou General de Batalla de l'Exèrcit del Principat de Catalunya durant la Guerra de Successió. Home de caràcter dur, impassible i total determinació, els soldats catalans l'anomenaven afectuosament "En Josepet".
Durant la Guerra dels nou Anys contra França va defensar Barcelona amb el grau de Mestre de Camp. El 1705 fou Sergent Major de les Regiment de Reials Guàrdies Catalanes i lluità en aquesta unitat militar durant tota la Guerra de Successió. Quan al juliol del 1713 s'ordenà l'evacuació es negà, com la majoria del soldats del regiment, a abandonar Catalunya. Ascendit al grau de General de Batalla, es posà sota el seu comandament el Regiment del Roser. Lluità al capdavant d'aquesta unitat sota les ordres del Tinent Mariscal Antoni de Villarroel i Peláez en el Setge de Barcelona, comandant les tropes catalanes en l'Atac a Can Navarro i fou ferit el 18 de maig de 1714.
El 5 de setembre de 1714, les autoritats catalanes varen rebutjar l'oferta borbònica de rendició pacífica i el respecte a la vida dels assetjats. El General de Batalla Josep Bellver i Balaguer llegeix l'expeditiva resposta de les Autoritats de Catalunya al General francès Lechard: 
| «                          | "Els Tres Comuns s'han reunit, i havent considerat la proposició feta per un Oficial dels Enemics responen que: no volen ni sentir, ni acceptar cap proposta de l'Enemic" | » |
| — Josep Bellver i Balaguer | |   |

Només hi havia un camí: el Martiri. Entre els catalans s'hi va veure una Bandera Negra.
Ocupada Barcelona, fou empresonat durant 5 anys a Hondarribia (Fuenterrabia). Després de ser alliberat s'exilià a Viena.